# دستور السودان الانتقالي 2005
الدستور الانتقالي لجمهورية السودان 2005م هو ثالث دستور للسودان (1973 و1998) اعتمد في 6 يوليو 2005. لكن عُلق رسميًا بعد انقلاب عسكري أطاح بحكم رئيس البلاد عمر البشير الذي دام مدة 30 عامًا.

## تاريخ
في 26 مايو 2004، وقعت الحكومة والحركة الشعبية لتحرير السودان بروتوكول تقاسم السلطة، الذي أصبح لاحقًا جزءًا من اتفاقية السلام الشامل. نص البروتوكول على إنشاء المفوضية الوطنية لمراجعة الدستور (NCRC) تتألف من ممثلين عن حزب المؤتمر الوطني والحركة الشعبية لتحرير السودان وقوى سياسية أخرى والمجتمع المدني. وكُلفت بإعداد إطار قانوني ودستوري على أساس اتفاق السلام ودستور 1998 لاعتماده من قبل المجلس الوطني السوداني والحركة الشعبية لتحرير السودان.
وكانت النتيجة دستور جمهورية السودان الانتقالي الذي تبناه المجلس الوطني ومجلس التحرير الوطني للحركة الشعبية لتحرير السودان في 6 يوليو 2005. من جانبها، اعتمدت حكومة جنوب السودان في 5 ديسمبر 2005، دستورًا مؤقتًا لجنوب السودان لا يتعارض مع أي من الأحكام الواردة في الدستور القومي الانتقالي. وفقًا للدستور القومي الانتقالي، بدأت الفترة الانتقالية الحاسمة البالغة ست سنوات رسميًا في 9 يوليو 2005.
أجاز كل من الدستور القومي الانتقالي والدستور الانتقالي لجنوب السودان للولايات الخمس عشرة في الشمال والولايات العشر في جنوب السودان أن يكون لها دساتير خاصة بها. بدأت الولايات في الشمال عملية صياغة الدستور في منتصف عام 2005 بناءً على دستور نموذجي صاغته لجنة فرعية تابعة لـلمفوضية الوطنية لمراجعة الدستور.
عُلق رسميًا بعد انقلاب عسكري أطاح بحكم رئيس البلاد عمر البشير.

## النص
مقدمة
نحن شعب السودان، حمداً لله العظيم الذي وهبنا الحكمة والإرادة لإنجاز اتفاقية السلام الشامل التي وضعت حداً قاطعاً لأطول نزاع في القارة الأفريقية، وبعد اجتيازنا للعواقب المأساوية التي نجمت عن ذلك النزاع المنهك، وإدراكاً منا للتنوع الديني والعرقي والإثني والثقافي في السودان، والتزاماً منا بإقامة نظام لا مركزي وديمقراطي تعددى للحكم يتم فيه تداول السلطة سلمياً، وبإعلاء قيم العدل والمساواة وحفظ كرامة الإنسان ومساواة الرجال والنساء في الحقوق والواجبات، والتزاماً منا بضرورة التوجه بالحكم في المرحلة المقبلة من مسيرتنا السياسية نحو تعزيز النمو الاقتصادي، وتوطيد التوافق الاجتماعي، وتعميق التسامح الديني، وبناء الثقة بين أهل السودان جميعاً، والتزاما باتفاقية السلام الشامل الموقعة في يناير 2005 واستهداءً بدستور السودان لعام 1998 ،والتجارب الدستورية السابقة منذ الاستقلال، والتجارب الأخرى ذات الصلة، تقديراً لكل مؤتمرات ومبادرات الحوار الشعبي الشامل واتفاقيات السلام والمصالحة الوطنية، خاصة اتفاقية القاهرة الموقعة في يونيو 2005 وتباشير الاتفاقيات الأخرى المنهية للنزاعات في البلاد، نعلن بهذا اٍعتمادنا لهذا الدستور قانوناً أعلى تُحكم به جمهورية السودان خلال الفترة الانتقالية ونتعهد باحترامه وحمايته.
الباب الأول: الدولة والدستور والمبادئ الموجهة
الفصل الأول: الدولة والدستور
طبيعة الدولة
1- جمهورية السودان دولة مستقلة ذات سيادة، وهى دولة ديمقراطية لا مركزية تتعدد فيها الثقافات واللغات وتتعايش فيها العناصر والأعراق والأديان المفترض .
2-.تلتزم الدولة باحترام وترقية الكرامة الإنسانية، وتُؤسس على العدالة والمساواة والارتقاء بحقوق الإنسان وحرياته الأساسية وتتيح التعددية الحزبية.
3- السودان وطن واحد جامع تكون فيه الأديان والثقافات مصدر قوة وتوافق وإلهام.
السيادة
السيادة للشعب وتُمارسها الدولة طبقاً لنصوص هذا الدستور والقانون دون إخلال بذاتية جنوب السودان والولايات.
- حاكمية الدستور القومى الانتقالي الدستور القومي الانتقالي هو القانون الأعلى للبلاد، ويتوافق معه الدستور الانتقالي لجنوب السودان ودساتير الولايات وجميع القوانين.
- المبادئ الأساسية للدستور يُؤسس هذا الدستور على المبادئ التالية ويسترشد بها:ـ

أ. تُؤسس وحدة السودان على الإرادة الحُرة لشعبه وسيادة حكم القانون والحكم الديمقراطي اللامركزي والمساءلة والمساواة والاحترام والعدالة.
ب. الأديان والمعتقدات والتقاليد والأعراف هي مصدر القوة المعنوية والإلهام للشعب السوداني.
ج. التنوع الثقافي والاجتماعي للشعب السوداني هو أساس التماسك القومي، ولا يجوز استغلاله لإحداث الفرقة.
د. تُستمد سلطة الحكم وصلاحياته من سيادة الشعب وإرادته التي تُمارس عن طريق الاستفتاء والانتخابات الحُرة المباشرة والدورية التي تُجرى في اقتراع سري عام لمن بلغ السن التي يحددها القانون .